# Sviluppo di Windows 95
Lo sviluppo di Windows 95 iniziò probabilmente intorno al marzo del 1992 e terminò nell'agosto del 1995. Il nome in codice del progetto di sviluppo era Chicago.

## Introduzione

Concept raffigurante la nuova interfaccia utente di Chicago.

La progettazione di Windows 95 iniziò probabilmente nel marzo del 1992, subito dopo il lancio di Windows 3.1 e in concomitanza allo sviluppo di Windows 3.1 per Workgroup e Windows NT 3.1. In questo periodo Microsoft era focalizzata sullo sviluppo di un progetto denominato Cairo, che avrebbe inaugurato una generazione di sistemi operativi basati su Windows NT, dotati di una nuova interfaccia utente e di un nuovo file system. Tuttavia, il progetto Cairo finì per concretizzarsi soltanto in parte in Windows NT 4.0, che tra l'altro non incluse alcun nuovo file system, il cui sviluppo verrà successivamente ripreso diversi anni dopo con WinFS, durante lo sviluppo di Windows Longhorn. Frattanto, alcune funzionalità progettate inizialmente per Cairo, come ad esempio la nuova interfaccia utente, vennero incorporate in un altro progetto di Microsoft denominato Chicago (noto inizialmente anche come Windows 93 o Windows 4.0), che successivamente sarebbe divenuto Windows 95, un sistema operativo ibrido a 16/32 bit, con un'interfaccia utente più accessibile e che sarebbe stato in grado di funzionare anche su computer meno potenti, a differenza di Windows NT.

## Fase di sviluppopre-beta

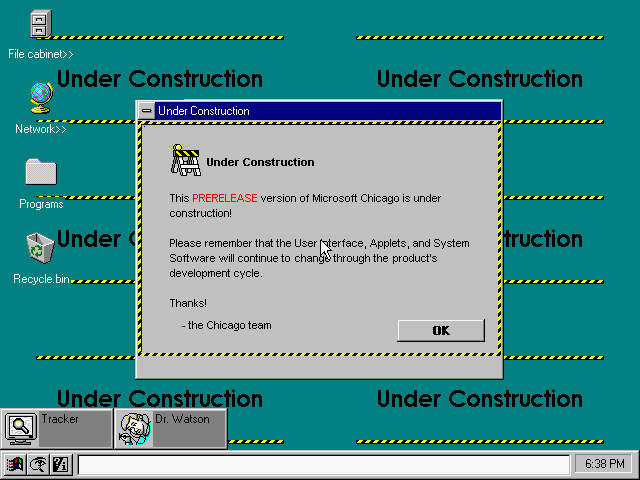
Desktop di Chicago build 58s.

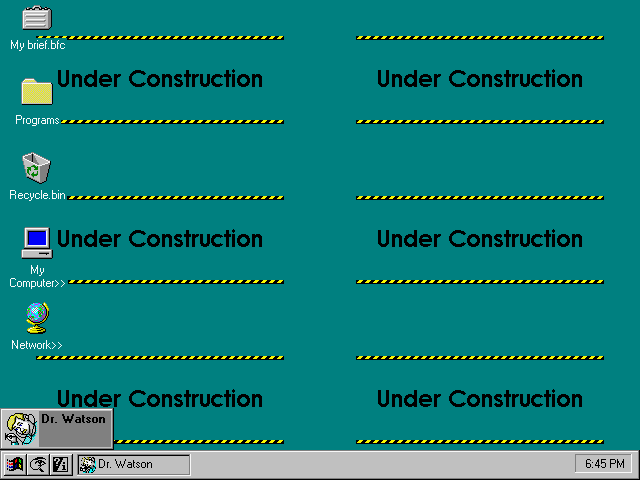
Desktop di Chicago build 73f.

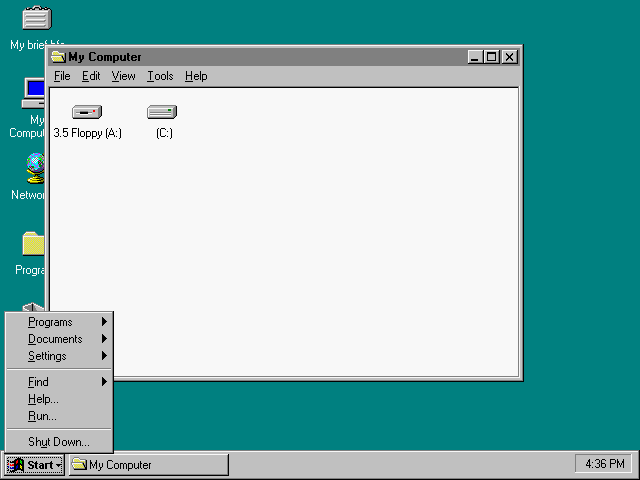
Desktop di Chicago build 81.

Durante la fase preliminare dello sviluppo di Chicago la priorità di Microsoft fu quella di semplificare l'interfaccia utente.
Le più vecchie builds di Chicago a noi note, dalla provata autenticità, furono mostrate in un video risalente al 1993 dalla Microsoft stessa . Dalla autenticità non confermata vi è anche un video in cui viene mostrata la presunta build 34 .
La più vetusta build di Chicago trapelata in rete è la build 58s, in cui è già possibile notare significativi cambiamenti nell'interfaccia utente. Nella build 58s è infatti presente una nuova applicazione che sostituisce il vecchio Program Manager di Windows 3.1, denominata File Cabinet (successivamente nota come Windows Explorer). File Cabinet si compone di una primordiale barra delle applicazioni che funge da cartella, in quanto è possibile riporvi collegamenti e file. Quest'ultima include anche tre pulsanti, posti a sinistra, che consentono di accedere a svariate opzioni, come quelle riguardanti la gestione delle finestre e la ricerca dei file; e un riquadro, posto a destra, in cui viene mostrata l'ora. Il desktop contiene, oltre ad un collegamento a File Cabinet, due nuove cartelle: la prima, denominata Programs, contiene i collegamenti ai programmi installati, organizzati in maniera simile a quella del vecchio Program Manager; la seconda, denominata Recycle.bin, non è altro che il cestino. Fanno inoltre la loro comparsa in questa build le controparti a 32 bit di alcune applicazioni a 16 bit, come ad esempio Clock32, in contrapposizione a Clock, e Note32, in contrapposizione a Notepad.
Le successive builds trapelate, quali la 73f e la 73g, nonostante non differiscano molto dalla 58s, non peccano di importanti novità. La principale è senza dubbio la sostituzione del vecchio File Cabinet a 16 bit con un nuovo Cabinet a 32 bit (come d'altronde indicato dal nome stesso dell'eseguibile, Cab32.exe). La barra delle applicazioni (nota come Tray) si occupa adesso della gestione delle applicazioni aperte, similmente alla versione finale di Windows 95, nonostante sia ancora possibile impostarla in modo tale che funzioni come cartella, similmente alla build 58s. Tra le nuove applicazioni incluse spiccano WinPad, che sarà scartato dalla versione finale di Windows 95; e WritePad, che sarà in seguito noto come WordPad.
La build 81 di Chicago è la prima a mostrare l'unificazione dei tre pulsanti inclusi nella barra delle applicazioni in un unico pulsante, denominato Start (le cui tracce erano già presenti nelle builds 73f e 73g), e la presenza nella barra del titolo di una finestra di un pulsante adibito alla chiusura di essa.
Degno di nota nella build 90c è invece la sostituzione del vecchio Paintbrush con il nuovo Paint.

## Fase di sviluppobeta
A partire da questa fase di sviluppo le builds iniziarono ad essere tradotte (sebbene non completamente) e quindi disponibili anche in lingue diverse dall'inglese.
La build 122 di Chicago uscì come beta 1, mentre la build 189 è la prima a sfoggiare la nomenclatura Windows 95 al posto del nome provvisorio di Chicago (sebbene quest'ultimo non sia stato ancora del tutto sostituito).
Al lancio della build 224 come beta 2 seguì quello della build 347, nota come Final Beta Release.

## Le ultimebuildse la fine dello sviluppo
Successivamente all'uscita della Final Beta Release, Microsoft continuò lo sviluppo di diverse builds denominate Test Releases, che mirarono alla finalizzazione del codice e all'ottenimento di una maggiore stabilità in vista del lancio finale, che avvenne nell'agosto del 1995 con la build 950.